# Phyllocycla murrea
Phyllocycla murrea – gatunek ważki z rodziny gadziogłówkowatych (Gomphidae).